# Maleise vliegende kat
De Maleise vliegende kat (Galeopterus variegatus) is een Aziatisch zoogdier behorend tot de familie Cynocephalidae van de orde Dermoptera (Huidvliegers). De enige andere soort uit deze orde is de Filipijnse vliegende kat (Cynocephalus volans). De wetenschappelijke naam van de soort werd in 1799 gepubliceerd door Jean-Baptiste Audebert. De Maleise vliegende kat wordt ook wel vliegende lemur, colugo, cobego en koeboeng genoemd.

## Uiterlijk
De Maleise vliegende kat heeft een kop-romplengte van 33 tot 42 cm, een staartlengte van 18-27 cm, een spanwijdte van 70 cm en een gewicht van 1-1.75 kg. De Maleise vliegende kat heeft grote ogen in een breed hoofd met afgeronde korte oren. Het is een lichtgebouwd dier met slanke ledematen en brede voeten met daaraan vijf geklauwde tenen. De klauwen zijn bijzonder geschikt voor het klimmen in bomen en tussen zijn tenen heeft de De Maleise vliegende kat een dunne huid. Het meest opvallende kenmerk van de Maleise vliegende kat is echter de zweefhuid (patagium) tussen de nek, de poten, vingers en de staart, waarmee het van de ene naar de andere boom kan zweven en afstanden van wel honderd meter door de lucht kan afleggen. Het patagium bestaat aan beide zijden uit drie delen: het propatagium tussen de zijkant van de nek en de voorpoot, het plagiopatagium tussen de voor- en de achterpoot en het uropatagium tussen de achterpoot en de staart. Andere zwevende zoogdieren zoals vliegende eekhoorns, suikereekhoorns en enkele andere possums hebben een lange staart en geen uropatagium, terwijl de staart bij de Maleise vliegende kat relatief kort is. De Maleise vliegende kat gebruikt de staart om te sturen tijdens de vlucht. Naast het patagium is verder opmerkelijk dat de snijtanden een voorwaarts uitstekende kam heeft, waarschijnlijk bedoeld om de vacht mee te verzorgen. De vachtkleur van de Maleise vliegende kat is grijsbruin met onregelmatige witte vlekken. De onderzijde van het patagium is haarloos en roze van kleur.

## Leefwijze
De Maleise vliegende kat is een solitaire boombewoner die zelden op de grond komt. Het dier verschuilt zich overdag in holen in de bomen van het regenwoud en komt pas bij de schemering naar buiten om voedsel te gaan verzamelen. De Maleise vliegende kat zweeft van boom naar boom door eerst naar een boomtop toe te klimmen en zich dan in de richting van een andere boom te lanceren. Het dier landt dan meestal op het lagere gedeelte van de stam van een andere boom om vervolgens weer omhoog te klimmen voor een nieuwe zweefsessie. Maleise vliegende katten kunnen ongeveer zeventig tot honderd meter ver zweven met een minimaal hoogteverlies. Opmerkelijk genoeg is de Maleise vliegende kat een nogal onhandige klimmer. Doordat het dier opponeerbare duimen mist en niet bijzonder sterk is, beweegt de Maleise vliegende kat zich voort door middel van kleine sprongen, zich met de kleine maar scherpe klauwen vastgrijpend aan de bast van de bomen. De Maleise vliegende kat voelt zich zowel zittend op een boomtak als hangend onder een tak op zijn gemak. Dit dier eet voornamelijk bladeren, knoppen en bloemen en waarschijnlijk ook vruchten van diverse bomen. Het gebruiken de lange tong en zijn handen om te eten. Water wordt uit het voedsel of door te likken aan natte bladeren verkregen. Het maag-darmkanaal van de Maleise vliegende kat is speciaal ontwikkeld om de grote hoeveelheden gebladerte te verwerken. De darmen kunnen een lengte bereiken van vier meter en de pars pylori van de maag is vergroot en verdeeld in kamers. In deze kamers bevinden zich micro-organismen die meehelpen cellulose en andere relatief onverteerbare koolhydraten af te breken.
De draagtijd van de Maleise vliegende kat is ongeveer zestig dagen. Gewoonlijk krijgen de dieren één jong, een enkele keer zijn het er twee. Als het jong geboren is, is het nog onderontwikkeld en het blijft vervolgens nog een tijd op de buik van de moeder zitten, waarbij het beschermd wordt door het enigszins gevouwen staartdeel van het patagium van de moeder. Pas na twee of drie jaar bereikt het jong de volwassen lengte.

## Status
Ontbossing en jacht vormen een probleem voor de Maleise vliegende kat, maar deze soort is (nog) niet bedreigd. Er is niet heel veel bekend over de vliegende katten, wat mede veroorzaakt wordt door het feit dat ze uiterst moeilijk in dierentuinen zijn te houden. In 2006 had alleen de Maleise Taiping Zoo één exemplaar van de Maleise vliegende kat in de collectie.

## Verspreiding
De Maleise vliegende kat komt in Indochina, Birma, Thailand, Maleisië, Sumatra, Java, Borneo en omliggende eilanden voor. Deze soort leeft in regenwouden, hoewel de Maleise vliegende kat ook regelmatig nabij kokosnoot-, bananen- en rubberplantages wordt gevonden. Ook in de parken van Singapore (vooral het Bukit Timah Nature Reserve) is Maleise vliegende kat redelijk algemeen.
Filipijnse vliegende kat (Cynocephalus volans) · Maleise vliegende kat (Galeopterus variegatus)